# Coffee Shop (canção)
"Coffee Shop" é uma canção da banda Red Hot Chili Peppers e foi lançada como quinto e último single de seu álbum de 1995, One Hot Minute. Apesar do CD do single ter sido lançado apenas na Alemanha, o clipe foi ao ar nos EUA. O clipe mostra a canção tocando ao vivo. 
"Coffee Shop" foi tocada ao vivo pela últma vez em 1996.

## Canções
CD single (1996)
1. "Coffee Shop" (álbum)
2. "Coffee Shop" (ao vivo)
3. "Give It Away" (ao vivo)